# Служба внешней документации и контрразведки
Служба внешней документации и контрразведки (фр. Service de documentation extérieure et de contre-espionnage, SDECE) — внешняя разведка Франции с 1946 по 1982 годы.
В связи с тем, что унаследованная от «Сражающейся Франции» разведслужба — Генеральный директорат по исследованиям и анализу имела в своих рядах немало агентов советской разведки, правительство Четвертой республики в 1946 провело реформу, сформировав новую разведслужбу — Службу внешней документации и контршпионажа (фр. Service de documentation extérieure et de contre-espionnage, SDECE), которая напрямую подчинялась премьер-министру.
В 1962 году президент де Голль переподчинил SDECE министру обороны, ограничив круг задач спецслужбы только военными вопросами.
Деятельность SDECE в 1960—1970-х годах вызывала критику со стороны левых сил Франции, в частности, «Общая программа», представленная социалистами и коммунистами в 1972 году, включала требование коммунистов распустить SDECE. Однако во время первого президентства Ф.Миттерана социалисты попытались реформировать SDECE. 17 июня 1981 года директором SDECE был назначен Пьер Марион, бывший директор парижского аэропорта, а 4 апреля 1982 года SDECE была переименована в Генеральный директорат внешней безопасности (фр. Direction Generale de la Securite Exterieure, DGSE).

## Известные операции
- Разведывательные операции в Индокитайской войне;
- Операция «Кондор» под командованием полковника Жана Сасси в Дьенбьенфу, 30 апреля 1954;
- Операции по пресечению поставок оружия Фронту национального освобождения Алжира во время алжирской войны;
- Похищение участника национально-освободительного движения Марокко Махди Бен-Барка;
- Попытка установления контроля над нигерийской нефтью путём организации восстания сепаратистов в районе Нигерии Биафра (май 1967)[2].
- Уведомление о начале Войне Судного дня в октябре 1973 года (SDECE была первой западной разведкой, получившей эту информацию);
- Уведомление о вводе советских войск в Афганистан в декабре 1979 года;
- Операция «Барракуда»: поддержка государственного переворота против императора Ж.-Б.Бокассы в Центральноафриканской Республике в 1979 и приведение к власти профранцузского правительства;
- Попытки покушений на ливийского лидера Муаммара Каддафи в 1977 и 1980 гг.;
- Поддержка сепаратистских движений в Квебеке, «Операция Ascot»;
- Убийство лидера движения за независимость Камеруна Ф.Мумие в Женеве в 1960 году;
- По утверждениям Альфреда Маккоя в книге Героиновая политика в Юго-Восточной Азии (1972), средства на свои тайные операции времён Индокитайской войны SDECE получала от контроля за наркоторговлей в Индокитае (см. также Французский связной)[3].
- Считается, что этой службе принадлежала номерная радиостанция Tyrolean Music Station, выходившая в эфир с 1970 по 1975 годы из-под Шартра. Вещание прекратилось немедленно после того, как в журнале Interférences появилась статья о деятельности станции[4].

## Директора
- Андре Деваврен («полковник Пасси») (DGER/SDECE), с 19 апреля 1945 по апрель 1946
- Анри-Алексис Рибьер, с апреля 1946 по январь 1951
- Пьер Бурсико, с января 1951 по сентябрь 1957
- Генерал Поль Гроссен, с 1957 по 1962
- Поль Жакье, с 1962 по 1966
- Эжен Гибо, с 1966 по 1970
- Александр де Маранш, с 6 ноября 1970 по 12 июня 1981
- Пьер Марион (SDECE/DGSE), с 17 июня 1981 по 10 ноября 1982.

## В массовой культуре
- Профессионал
- Шпион, вставай[фр.]
- Агент 117: Каир — шпионское гнездо
- Агент 117: Миссия в Рио